# Blauwstuitpitta
De blauwstuitpitta (Hydrornis soror; ook wel Pitta soror ) is een vogelsoort uit de familie van pitta's (Pittidae).

## Kenmerken
De blauwstuitpitta lijkt er op de roestkappitta en de blauwnekpitta. Zoals de naam al zegt is het verschil het blauw op de rug en de stuit. Ook de kruin en de nek zijn bij het mannetje blauw, maar bij het vrouwtje groen gekleurd.

## Leefwijze
De blauwstuitpitta voedt zich met slakjes, wormpjes en insecten, die hij op de bodem van dichte, humusrijke bossen bij elkaar scharrelt.

## Voortplanting
Het nest is opvallend groot en heeft een kogelronde vorm. Het is meestal op de grond gesitueerd, maar kan ook in een struik of kleine boom gemaakt worden. Er worden gemiddeld 4 eitjes gelegd.

## Verspreiding en leefgebied
De vogel komt voor in tropisch bos op berghellingen in vrijwel heel Zuidoost-Azië tot in het zuiden van China. Op veel plaatsen binnen dit gebied is de blauwstuitpitta zeer zeldzaam (zoals in Hainan) maar op andere plaatsen weer algemeen (zoals in Annam, Vietnam).
De soort telt vijf ondersoorten:
- H. s. tonkinensis: zuidelijk China en noordelijk Vietnam.
- H. s. douglasi: Hainan (nabij zuidoostelijk China).
- H. s. petersi: centraal Laos en het noordelijke deel van Centraal-Vietnam.
- H. s. soror: zuidelijk Laos en centraal en zuidelijk Vietnam.
- H. s. flynnstonei: zuidoostelijk Thailand en zuidelijk Cambodja.

## Status
De grootte van de populatie is niet gekwantificeerd, maar er is geen aanleiding te veronderstellen dat het voortbestaan van deze soort wordt bedreigd. Daarom staat de blauwstuitpitta als niet bedreigd op de Rode Lijst van de IUCN.